# Capurro - Bella Vista

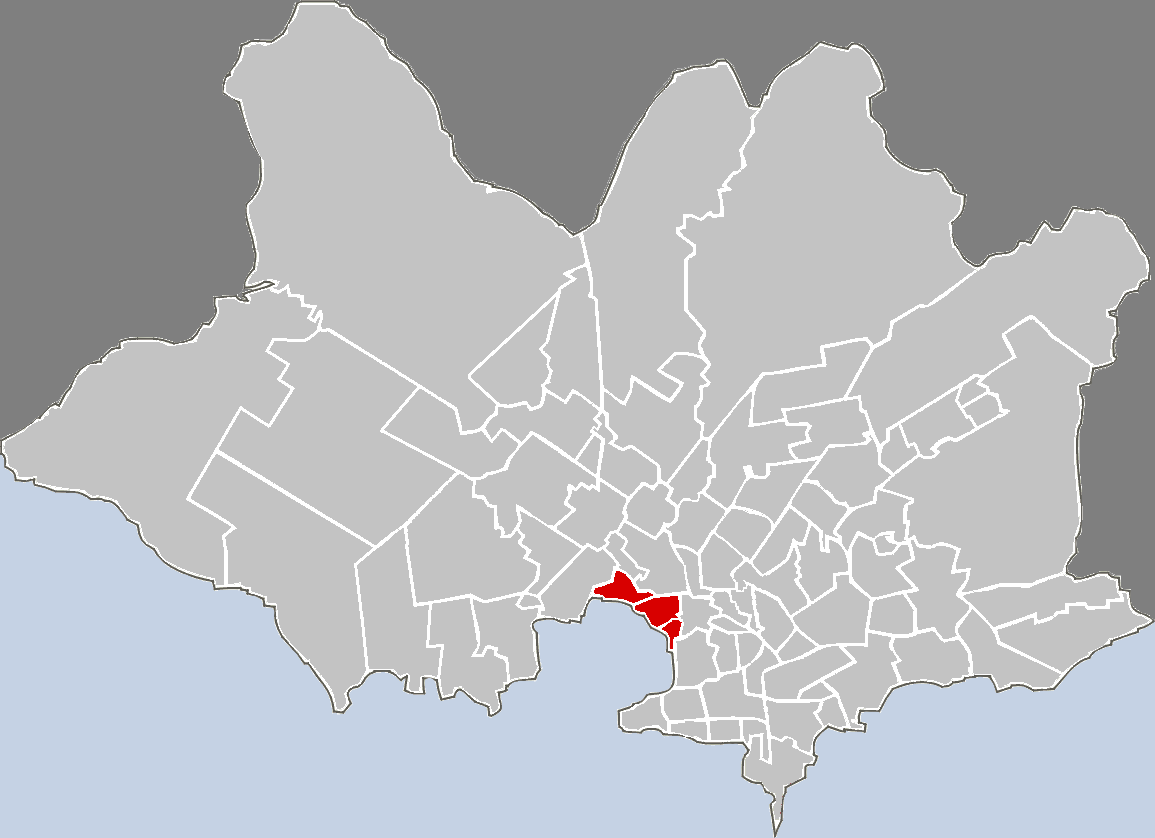
Lage von Capurro-Bella Vista in Montevideo

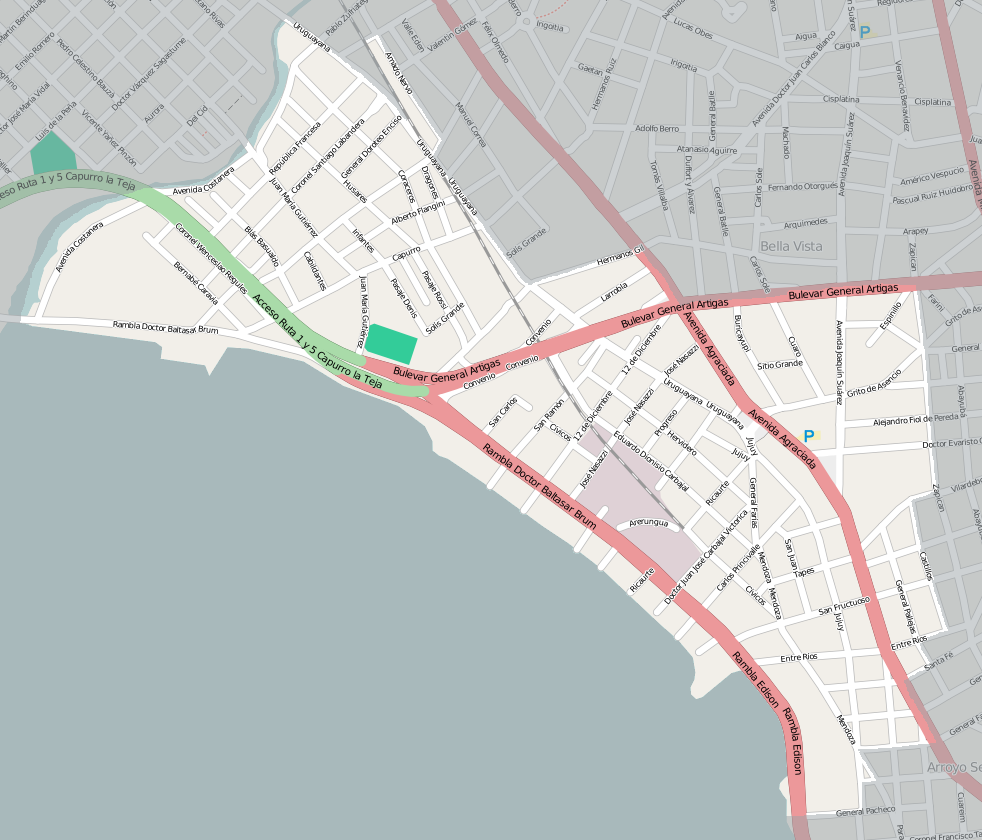
Plan von Capurro-Bella Vista

Capurro - Bella Vista ist ein Stadtviertel (Barrio) der uruguayischen Hauptstadt Montevideo.

## Lage und Geographie
Das aus den Stadtgebieten Capurro und Bella Vista zusammengesetzte Barrio grenzt an die Stadtviertel La Teja (Nordwesten, Norden), Prado - Nueva Savona (Norden, Nordosten), Reducto (Osten), Aguada und Ciudad Vieja (jeweils Süden). Im Südwesten des Viertels grenzt die Bucht von Montevideo und somit der Río de la Plata an das Territorium. Die Abgrenzung zum Nachbarbarrio La Teja bildet der dort in die Bucht von Montevideo mündende Arroyo Miguelete. Im Süden begrenzt das anschließende, zur Altstadt gehörende Hafengebiet die territoriale Erstreckung. Das Gebiet sowohl von Capurro als auch von Bella Vista ist dem Municipio C zugeordnet.